# IC 4322
IC 4322 — компактная галактика в созвездии Волопас. Поверхностная яркость — 14,0 зв.вел./кв.мин.